# Pyrinia strigularia
Pyrinia strigularia là một loài bướm đêm trong họ Geometridae.